# شامگاه (فیلم)
شامگاه (انگلیسی: Sunset) فیلمی در ژانر زوج هنری، کمدی، و وسترن به کارگردانی بلیک ادواردز است که در سال ۱۹۸۸ منتشر شد.

## بازیگران
- بروس ویلیس
- جیمز گارنر
- مالکوم مک‌داول
- ماریل همینگوی
- کاتلین کویینلان
- ام. امت والش
- درموت مالرونی
- پاتریشا هاج
- آرنولد جانسون